# Ухунку
Ухунку — река в Восточной Сибири, приток реки Лена. Протяжённость реки составляет 148 км. Площадь водосборного бассейна — 2390 км².
Начинается в термокарстовой области в правобережье Бегидяна. Течёт в западном направлении по открытой местности. Впадает в реку Лена справа на расстоянии 703 км от её устья между островами Аллах и Курунг. Ширина реки в низовьях — 101 метр, глубина — 1 метр.
Питание реки происходит в основном за счёт таяния снега и летних дождей. Замерзает в октябре, вскрывается в мае. Характерны летние дождевые паводки.
В реке водятся виды рыб: окунь, ёрш, пескарь, налим и др.

## Притоки
Объекты перечислены по порядку от устья к истоку.
- 14 км: Кубалах
- 76 км: Хампалыр
- 81 км: Хампа
- 83 км: Улахан-От-Юрях
- 105 км: Тас-Юрях

## Сведения государственного водного реестра
По данным государственного водного реестра России относится к Ленскому бассейновому округу. Код водного объекта — 18030900112117500006906.